# Ходжич, Адрияна
Адрияна Ходжич (босн. Adrijana Hodžić, алб. Adrijana Hoxhiq, серб. Адријана Хоџић; род. 1975, Титова-Митровица) — косовский политик боснийского происхождения, работающая на должности заместителя мэра Северной Митровицы с 10 декабря 2020 года. Она занимала пост министра администрации и местного самоуправления Республики Косово с 12 апреля 2019 по 3 февраля 2020 года.

## Биография
Адрияна Ходжич родилась в боснийской семье в 1975 году в городе Титова-Митровица, который в то время входил в состав автономного края Косово Социалистической Республики Сербия в составе СФРЮ.
Она приобрела опыт ведения общественной деятельности сразу после окончания Косовской войны, когда в качестве регионального менеджера в неправительственном секторе руководила проектами во всех сербских районах на севере Косово, а также в сербских анклавах на юге. Первоначально Ходжич осуществляла свою деятельность через гуманитарные акции (предоставление жилья нуждающимся семьям, распределение продовольствия, медикаментов и дров), а затем через ряд проектов экономического развития в этих общинах.
20 июля 2012 года Ходжич была назначена главой новообразованного административного управления Северной Митровицы, а затем занимала пост министра администрации и местного самоуправления Косово в период с 12 апреля 2019 по 3 февраля 2020 года, будучи членом второго кабинета Рамуша Харадиная.
10 декабря 2020 года Ходжич вступила в должность заместителя мэра Северной Митровицы при мэре Милане Радоевиче.
Ходжич выступает за создание двух боснийских муниципалитетов в Косово, и она возглавила свой собственный список под названием «Объединённое сообщество» (Komuniteti i Bashkuar) на парламентских выборах в Косово в 2021 году, набрав 6379 голосов или 0,81 % голосов избирателей, причём большинство голосов за неё было отдано этническими сербами.